# 베르나르두스 (프랑크)
베른하르트(Bernard 또는 Bernhard, 720년경 - ?)는 프랑크 왕국의 귀족이자 카롤링거 왕조 출신으로, 카를 마르텔의 아들이자 카를로만, 피핀 3세, 그리폰의 이복 형제였다. 형제간 권력 쟁탈전에 나서지 않아 오랫동안 목숨을 유지할 수 있었으며, 조카인 카롤루스 대제 집권 후 국방대신을 맡아보기도 했다. 이탈리아왕 베른하르트 1세의 왕후 쿠니군데는 그의 손녀였다.
샤를마뉴 즉위 후 샤를마뉴의 롬바르디아 원정에 동행하였고, 몬테치체오에서는 이탈리아의 귀족들과 협상하였다. 생 퀘틴 수도원의 원장을 지내기도 했다.

## 같이 보기
- 피핀 3세
- 카를로만
- 카롤링거 왕조